# 100 mètres T12 masculin aux Jeux paralympiques d'été de 2024
Navigation
Tokyo 2020
L'épreuve du 100 mètres T12 masculin aux Jeux paralympiques d'été de 2024 se déroulent du ?? au ?? au Stade de France.
Le Turc Serkan Yildirim, qui remporte initialement l'épreuve, est disqualifié quelques jours après et le podium est corrigé. En effet, il s'est vu interdire en juin de participer dans la catégorie T12 à la suite du réexamen de sa classification par World Para Athletics et l'IPC. En attente de la révision qui suspendait sa possibilité de participer aux Jeux, le tribunal de Bonn dont dépend l'IPC a rendu une injonction l'autorisant à concourir, la veille de son entrée en lice. Yildirim a donc pu s'aligner sur le 100 mètres, mais l'appel de World Para Athletics ayant été accordé par la suite, l'injonction du tribunal a été levée, annulant les performances du Turc,.

## Organisation

### Lieu de la compétition
Les épreuves d'athlétisme handisport qui se déroulent sur piste prennent place au Stade de France, le plus grand stade français, comprenant 75 000 places en configuration athlétisme. Il se situe dans le quartier de la Plaine Saint-Denis à Saint-Denis, dans la proche banlieue nord de Paris.

### Programme
| Date | Horaire | Manche       |
| ---- | ------- | ------------ |
|      |         | Séries       |
|      |         | Demi-finales |
|      |         | Finale       |

## Participants

### Nations participantes
| Afrique                  | Amériques    | Asie   | Europe            | Océanie |
| ------------------------ | ------------ | ------ | ----------------- | ------- |
| - Afrique du Sud - Maroc | - États-Unis |        | - Grande-Bretagne |         |
| ? pays                   | ? pays       | ? pays | ? pays            | ? pays  |

### Athlètes engagés
- Zac Shaw
- Mouncef Bouja
- Jaco Smit
- Noah Malone

## Médaillées
| Or                | Argent                              | Bronze         |
| Noah Malone (USA) | Joeferson Marinho de Oliveira (BRA) | Zac Shaw (GBR) |

## Résultats détaillés

### Séries
Le premier de chaque série (Q) et le meilleur temps (q) se qualifient pour la finale.
| Rang | Couloir | Athlète                     | Pays           | Temps   | Notes |
| ---- | ------- | --------------------------- | -------------- | ------- | ----- |
| 1    | 7       | Noah Malone                 | États-Unis     | 10 s 75 | Q     |
| 2    | 5       | Jaco Smit                   | Afrique du Sud | 11 s 12 |       |
| 3    | 3       | Marcos Vinicius de Oliveira | Brésil         | 11 s 61 |       |

| Rang | Couloir | Athlète                  | Pays            | Temps   | Notes             |
| ---- | ------- | ------------------------ | --------------- | ------- | ----------------- |
| 1    | 7       | Zac Shaw                 | Grande-Bretagne | 11 s 15 | Q                 |
| 2    | 1       | Kesley Teodoro           | Brésil          | 11 s 16 |                   |
| 3    | 5       | Abdul Razzag Abdul Samad | Maldives        | 14 s 46 | SB                |
| -    | 3       | Fernando Vázquez         | Argentine       | -       | DSQ (faux départ) |

| Rang | Couloir | Athlète                       | Pays                           | Temps   | Notes  |
| ---- | ------- | ----------------------------- | ------------------------------ | ------- | ------ |
| 1    | 1       | Serkan Yildirim               | Turquie                        | 10 s 89 | Q, DSQ |
| 2    | 7       | Joeferson Marinho de Oliveira | Brésil                         | 11 s 01 | q      |
| 3    | 3       | Roman Tarasov                 | Athlètes paralympiques neutres | 11 s 07 | SB     |
| 4    | 5       | Mouncef Bouja                 | Maroc                          | 11 s 14 |        |

### Finale
| Rang                                   | Couloir | Athlète                       | Pays            | Temps   | Notes |
| -------------------------------------- | ------- | ----------------------------- | --------------- | ------- | ----- |
| Médaille d'or, Jeux paralympiques      | 3       | Noah Malone                   | États-Unis      | 10 s 71 |       |
| Médaille d'argent, Jeux paralympiques  | 1       | Joeferson Marinho de Oliveira | Brésil          | 10 s 84 |       |
| Médaille de bronze, Jeux paralympiques | 7       | Zac Shaw                      | Grande-Bretagne | 10 s 94 |       |
| -                                      | 5       | Serkan Yildirim               | Turquie         | 10 s 70 | DSQ   |